# Gammaretroviren
Die Gammaretroviren sind eine Gattung aus der Familie der Retroviren (Retroviridae). Sie gehören zu den einfachen Retroviren. Viele Arten der Gammaretroviren verursachen Tumoren wie Sarkome sowie Leukämien, wie beispielsweise das Murine Leukämievirus (MLV), das Feline Leukämievirus (FeLV) oder das Feline Sarkomvirus (Feline sarcoma virus, FeSV, ein Subtyp von FeLV).
Viele endogene Retroviren, die den Gammaretroviren sehr nahe verwandt sind, kommen in der DNA von verschiedenen Säugetierarten, darunter Menschen und Mäusen, sowie im Genom von Vögeln, Reptilien und Amphibien vor.

## Beschreibung

Schemazeichnung: Unreifes und reifes Virion von Gammaretrovirus im Querschnitt

Die Virionen (Virusteilchen) der Gattung Gammaretrovirus sind behüllt und haben eine sphärische (kugelförmige) bis pleomorphe Form, bei 80–100 nm im Durchmesser.

Genomkarte von Gammaretrovirus

Das Genom der Gammaretroviren ist unsegmentiert (monopartit) und besteht aus einer linearen Einzelstrang-RNA (ssRNA) positiver Polarität mit einer Länge von ca. 8,3 kb (Kilobasen). Es hat eine 5′-Cap-Struktur und einem 3'-Poly-A-Schwanz. Am 5'-Ende wie am 3'-Ende befinden sich zwei Long Terminal Repeats (LTRs) von etwa 0,6 bp Länge.

## Systematik
Die Gattung Gammaretrovirus umfasst nach ICTV mit Stand November 2018 die folgenden Spezies (mit nicht-taxonomischer Klassifizierung, hauptsächlich nach ihren Wirten):

### Säugetier-Gruppe

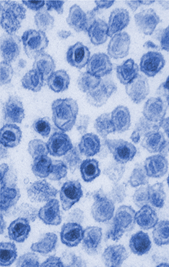
XMRV im Elektronenmikroskop

- Felines Leukosevirus (auch Felines Leukämievirus, en. Feline leukemia virus, FeLV) – mit Subtyp Feline Sarkomvirus (FeSV)
- Guinea pig type-C oncovirus (en. Guinea pig type-C oncovirus, GPCOV) – verursacht Meerschweinchenleukose
- Porcine type-C oncovirus (en. Porcine type-C oncovirus, alt: porcine endogenous retro- virus, PERV)
- Gruppe Koala retrovirus-related viruses[5]

- Gibbonaffen-Leukämievirus (en. Gibbon ape leukemia virus, GaLV) – mit Subtyp Simian sarcoma-associated virus (SSAV)
- Koala-Retrovirus (en. Koala retrovirus, KoRV) – verursacht Koala-Immunschwäche-Syndrom (KIDS) – Subtypen und weitere Kandidaten der Gruppe siehe dort, u. a.
- Hervey pteropid gammaretrovirus

- Gruppe Murine leukemia-related retroviruses[7]

- Murines Leukämievirus (auch Mäuse-Leukämievirus, en. Murine leukemia virus, MLV oder MuLV)
- Xenotropic murine leukemia virus-related virus (alias Xenotropic MuLV-related virus, XMRV)

### Replikationsdefekte Säugetier-Viren
- Finkel-Biskis-Jinkins murine sarcoma virus (FBJ-MSV)
- Gardner-Arnstein feline sarcoma virus (GAFeSV)
- Hardy-Zuckerman feline sarcoma virus (HZFeSV)
- Harvey murine sarcoma virus (Ha-MuSV)
- Kirsten murine sarcoma virus (Ki-MuSV)
- Moloney murine sarcoma virus(Mo-MSV)
- Snyder-Theilen feline sarcoma virus (STFeSV)
- Woolly monkey sarcoma virus (WMSV)

### Reptilien-Gruppe
- Viper-Retrovirus (en. Viper retrovirus, VRV)

### Vögel-Gruppe (Retikuloendotheliose)
- Hühner-Syncytial-Virus (en. Chick syncytial virus, CSV)
- Retikuloendotheliose-Virus (en. Reticuloendotheliosis virus, REV)
- Trager duck spleen necrosis virus (TDSNV)